# Larentiinae
Larentiinae Duponchel, 1845 è una sottofamiglia di lepidotteri appartenente alla famiglia Geometridae, diffusa in tutti i continenti con circa 5.800 specie.

## Distribuzione e habitat
Le Larentinae sono presenti principalmente nelle regioni temperate del mondo.

## Tassonomia
I dati morfologici e quelli ottenuti da sequenziamento del DNA indicano che le Larentiinae costituiscono una linea molto antica di falene geometre.
Infatti, esse sono tanto distinte da poter anche essere elevate al rango di famiglia all'interno della superfamiglia Geometroidea.
Esse condividono numerosi tratti plesiomorfici - ad esempio almeno un'areola sull'ala anteriore, un'ansa a forma di martello dell'organo timpanico e la mancanza di uno gnathos (una placca centroventrale posta sul nono tergum) - con le Sterrhinae, che sono o leggermente meno distanti da altre falene geometre o sono parte della stessa linea distinta; infatti, i Lythriini erano collocati fino a poco tempo fa nelle Larentiinae, ma sembra che siano in realtà Sterrhinae.
Rispetto ai taxa strettamente collegati, le Larentiinae, come caratteristica, tendono ad avere i tarsi della zampa anteriore e le tibiae della zampa posteriore molto più lunghi rispetto alle specie imparentate. Inoltre, hanno
estensioni pelose o dentellate sulle sezioni della faccia superiore della transtilla; i loro bruchi spesso hanno pseudozampe addominali già ridotte (come è tipico per le più avanzate falene geometre) e gli organi timpanici delle Larentiinae hanno una struttura unica e caratteristica
Di seguito si riporta l'elenco delle tribù che compongono questa sottofamiglia:
- Asthenini Warren, 1894
- Cataclysmiini Herbulot, 1962
- Chesiadini Stephens, 1850
- Cidariini Duponchel, 1845
- Erateinini Guenée, 1858
- Eudulini Warren, 1897
- Euphyiini Herbulot, 1961
- Eupitheciini Tutt, 1896
- Heterusiini Warren, 1897
- Hydriomenini Meyrick, 1872
- Larentiini Duponchel, 1845
- Lythriini Herbulot, 1962
- Melanthiini Duponchel, 1845
- Operophterini Packard, 1876
- Perizomini Herbulot, 1961
- Phileremini Pierce, 1914
- Rheumapterini Herbulot, 1961
- Stamnodini Forbes, 1948
- Trichopterygini Warren, 1894
- Xanthorhoini Pierce, 1914

### Generiincertae sedis
Oltre alle succitate tribù, vi sono parecchi generi tuttora non assegnati in maniera definitiva ad alcuna tribù. Il gruppo incertae sedis include:
- Anemplocia
- Archirhoe
- Carptima (Hydriomenini?)
- Celonoptera (Trichopterygini?)
- Ceratodalia
- Coryphista
- Cyclica (Hydriomenini?)
- Dyspteris
- Epiphryne
- Ersephila (Hydriomenini?)
- Eurhinosea
- Eutrepsia (Hydriomenini?)
- Grossbeckia (Hydriomenini?)
- Gypsochroa
- Hagnagora
- Hammaptera
- Hospitalia (Rheumapterini?)
- Hymenodria (Hydriomenini?)
- Monostoechia Fletcher, 1978
- Obila
- Ochodontia
- Piercia
- Psaliodes
- Pseudomennis
- Pterocypha
- Scelidacantha